# 根岸耕一
根岸 耕一（ねぎし こういち、1886年11月 - 1933年11月2日）は、日本の実業家、映画製作者である。日本活動写真（現在の日活）で本社支配人、向島撮影所長、常務取締役を歴任した。日活向島撮影所で初めて「監督制度」を敷いた人物である。

## 人物・来歴
1886年（明治19年）11月、埼玉県に生まれる。
旧制埼玉県立熊谷中学校を卒業後、東京に出て、旧制・明治大学商科を卒業する。
1919年（大正8年）、ヨーロッパ諸国、アメリカ合衆国の映画産業を視察する。もともと羊毛事業に関わり、3年間をアメリカで過ごした。
帰国後間もない1923年（大正12年）2月、日本活動写真社長の藤田謙一の推挙により、満36歳で取締役支配人に就任する。同時期に営業部長に就任した西本聿造とともに、日活の経営の近代化に取り組んだ。同年春、前任者後藤信治に代わり、日活向島撮影所の所長を兼務し、改革に乗り出す。従来、新劇の狂言方のような役割を負い、企画・脚本・演出・製作の事務も兼ねていた同撮影所の演出家たちを「映画監督」と位置づける「監督制度」を同社に初めて敷いた。当時、同撮影所に在籍した演出家である田中栄三、鈴木謙作、若山治、溝口健二、細山喜代松、大洞元吾にそれぞれ、岩村友蔵、横田達之、高坂利光、青島順一郎、内田静一、渡辺寛という技手（撮影技師、編集技師、現像技師を兼務した）とタッグを組ませ、合理的に製作を回転させることを試みた。
本社でも同年、国際活映の会社整理に立ち会い、ヨーロッパ映画のプリントを入手した立石駒吉らが、同年7月1日からのアメリカ映画の上映中止を叫び日活や松竹キネマを脅迫したが、根岸が断固反対し、2週間で事態を収拾させている。同年9月1日、関東大震災により同撮影所は壊滅、1,000人の従業員の解雇を宣言、同年11月14日、従業員を選別し日活大将軍撮影所に移籍させる措置をとった。
1926年（大正15年）6月、常務取締役に就任した。同年、著書『国産奨励と映画事業』を日活から上梓した。同年、村田実、森岩雄らに企画組織「金曜会」を本社内に設立することを許可している。同年、従来同人組織であったキネマ旬報社を堤友次郎、近藤経一、中谷義一郎らとともに株式会社として設立し、同社取締役に就任する。
日活のほか、日本印刷、秋田鉄道、東京活動写真等の取締役も兼任した。1932年（昭和7年）1月、第18回衆議院議員選挙の東京6区に、立憲政友会から立候補したが、落選した。
1933年（昭和8年）、文藝春秋の監査役に松竹キネマの城戸四郎とともに就任するが、同年11月2日、死去した。満46-47歳没（享年48）。秋田鉄道は、没後の1934年（昭和9年）に国有化された。

## ビブリオグラフィ
国立国会図書館蔵書。
- 『国産奨励と映画事業』、日本活動写真、1926年
- 『映画界の横顔』、超人社、1930年
- 『サヴェート映画の輪廓』、文藝春秋社出版部、1931年
- 『日本映画論言説大系 第2期 映画のモダニズム期 16』、編集牧野守、ゆまに書房、2004年6月

## 註
1. 1 2 3 4 5 6 7 8  根岸耕一、『講談社 日本人名大辞典』、講談社、コトバンク、2010年2月26日閲覧。
2. 1 2 3 4  『日本映画発達史 I 活動写真時代』、田中純一郎、中公文庫、1975年11月25日 ISBN 4122002850、p.370.
3. ↑  日活の社史と現勢 頁94。
4. 1 2 3  『日本映画発達史 I 活動写真時代』、p.367.
5. ↑  『日本映画史発掘』、田中純一郎、冬樹社、1980年、p.128-132.
6. ↑  『日本映画発達史 II 無声からトーキーへ』、田中純一郎、中公文庫、1976年1月10日 ISBN 4122002966, p.105.
7. ↑  『日本映画発達史 I 活動写真時代』、p.374.
8. ↑  国産奨励と映画事業、国立国会図書館、2010年2月26日閲覧。
9. ↑  『人事興信録. 第8版(昭和3年)』（国立国会図書館近代デジタルライブラリー）
10. ↑  『文藝春秋七十年史』、文藝春秋、1994年 ISBN 4169990005、p.389.
11. ↑  OPAC NDL 検索結果、国立国会図書館、2010年2月26日閲覧。